# Triatlon op de Pan-Amerikaanse Spelen 2003

De triatlon bij de Pan-Amerikaanse Spelen 2003 werd gehouden op 10 augustus 2003 in Santo Domingo. Het was de derde keer dat deze wedstrijd op het programma stond van de Pan-Amerikaanse Spelen.

## Uitslagen

### Mannen
| Rang   | Atleet                | Nat. | Tijd     |
| ------ | --------------------- | ---- | -------- |
| Goud   | Hunter Kemper         | USA  | 01:52.00 |
| Zilver | Vigilio de Castilho   | BRA  | 01:52.50 |
| Brons  | Oscar Galíndez        | ARG  | 01:52.59 |
| 4      | Doug Friman           | USA  | 01:53.11 |
| 5      | Daniel Fontana        | ARG  | 01:53.28 |
| 6      | Paulo Abreu Miyashiro | BRA  | 01:54.01 |
| 7      | José Zepeda           | MEX  | 01:54.17 |
| 8      | Brent McMahon         | CAN  | 01:54.46 |
| 9      | Leandro Macedo        | BRA  | 01:54.55 |
| 10     | Eligio Cervantes      | MEX  | 01:55.00 |
| 11     | Javier Rosas          | MEX  | 01:56.04 |
| 12     | Gilberto González     | VEN  | 01:56.16 |
| 13     | Felipe Van de Wyngard | CHI  | 01:57.11 |
| 14     | Yean Jimenez          | DOM  | 01:57.24 |
| 15     | Victor Plata          | USA  | 01:57.24 |
| 16     | Leonardo Chacón       | CRC  | 01:58.06 |
| 17     | Yaccery Leal          | CUB  | 01:58.33 |
| 18     | Paul Tichelaar        | CAN  | 01:58.52 |
| 19     | Matias Optiz          | CHI  | 02:00.15 |
| 20     | Sean Bechtel          | CAN  | 02:00.17 |
| 21     | Ezequiel Morales      | ARG  | 02:01.17 |
| 22     | Carlos Friely         | GUA  | 02:01.48 |
| 23     | Agustin Fontes        | VEN  | 02:02.00 |
| 24     | Carlos Loor           | ECU  | 02:02.26 |
| 25.    | Gabriel Rojas         | VEN  | 02:05.20 |
| 26     | Anthony van Lierop    | SUR  | 02:05.35 |
| 27     | Robert Nuñéz          | DOM  | 02:07.12 |
| 28     | Guillermo Nantes      | URU  | 02:08.04 |
| 29     | Fabio Campo           | CRC  | 02:08.12 |
| 30     | Roberto Machado       | CRC  | 02:08.41 |
| 31     | Daniel de Montreuil   | PER  | 02:14.14 |
| —      | Juan Enderica         | ECU  | DNF      |
| —      | Angel Mogrovejo       | ECU  | DNF      |
| —      | Jonathan Monsanto     | DOM  | DNF      |
| —      | Carlos Doce           | PAR  | DNF      |
| —      | Cristian Bustos       | CHI  | DNF      |
| —      | Ricardo Cardeño       | COL  | DNS      |

### Vrouwen
| Rang   | Atlete            | Nat. | Tijd     |
| ------ | ----------------- | ---- | -------- |
| Goud   | Jill Savege       | CAN  | 01:58.29 |
| Zilver | Sheila Taormina   | USA  | 02:00.12 |
| Brons  | Becky Gibbs       | USA  | 02:00.36 |
| 4      | Carla Moreno      | BRA  | 02:01.51 |
| 5      | Sandra Soldan     | BRA  | 02:02.14 |
| 6      | Mariana Ohata     | BRA  | 02:03.15 |
| 7      | Gillian Moody     | CAN  | 02:03.35 |
| 8      | Julie Swail       | USA  | 02:04.19 |
| 9      | Nancy Alvarez     | ARG  | 02:04.59 |
| 10     | Natasha Filliol   | CAN  | 02:06.05 |
| 11     | Esther Aguayo     | MEX  | 02:06.10 |
| 12     | Yaricel Romero    | CUB  | 02:10.48 |
| 13     | Niurka Guirola    | CUB  | 02:12.45 |
| 14     | Soledad Omar      | ARG  | 02:13.56 |
| 15     | Maria Barrera     | MEX  | 02:15.02 |
| 16     | Fiorella d'Croz   | COL  | 02:16.50 |
| 17     | Monica Umana      | CRC  | 02:21.25 |
| 18     | Anabel Mateo      | DOM  | 02:24.12 |
| —      | Melissa Duran     | DOM  | DNF      |
| —      | Viviana Chavarria | CRC  | DNF      |
| —      | Ana Ortega        | ARG  | DNF      |
| —      | Agnes Eppers      | BOL  | DNF      |
| —      | Maria Morales     | COL  | DNS      |